# Nicko Sensoli
Nicko Sensoli (ur. 14 czerwca 2005 w San Marino) – sanmaryński piłkarz włoskiego pochodzenia występujący na pozycji pomocnika w reprezentacji San Marino.

## Kariera klubowa
Wychowanek San Marino Academy. W 2023 roku został włączony do pierwszej drużyny. Do końca roku rozegrał dziesięć spotkań w Campionato Sammarinese, w których zdobył cztery gole. Pod koniec grudnia 2023 roku został wypożyczony do klubu Serie D, FC Sangiuliano City, dla którego wystąpił w sześciu ligowych meczach. Po zakończeniu sezonu wrócił do San Marino Academy.

## Kariera reprezentacyjna
Występował w juniorskich reprezentacjach San Marino w kategorii U-17, U-19 oraz U-21. 20 marca 2024 zadebiutował w seniorskiej reprezentacji, zmieniając Filippo Berardiego w przegranym 1:3 towarzyskim spotkaniu z Saint Kitts i Nevis. 5 września 2024 roku zdobył gola w meczu z Liechtensteinem w ramach Ligi Narodów UEFA 2024/25. Jego drużyna wygrała spotkanie 1:0, co było pierwszym zwycięstwem San Marino w meczu o punkty w historii.

### Bramki w reprezentacji
| Lp. | Data            | Miejsce                        | Przeciwnik    | Bramka | Rezultat | Ranga meczu                 |
| --- | --------------- | ------------------------------ | ------------- | ------ | -------- | --------------------------- |
| 1.  | 5 września 2024 | San Marino Stadium, Serravalle | Liechtenstein | 1:0    | 1:0      | Liga Narodów UEFA 2024/2025 |

## Życie prywatne
Jego rodzice są Włochami, którzy przenieśli się do San Marino pod koniec lat 80.

## Statystyki kariery
Aktualne na: 10 września 2024
| Klub                | Sezon             | Liga                   | Liga  | Liga   | Puchar kraju | Puchar kraju | Razem | Razem  |
| Klub                | Sezon             | Liga                   | Mecze | Bramki | Mecze        | Bramki       | Mecze | Bramki |
| ------------------- | ----------------- | ---------------------- | ----- | ------ | ------------ | ------------ | ----- | ------ |
| San Marino Academy  | 2023/2024         | Campionato Sammarinese | 10    | 4      | —            | —            | 10    | 4      |
| FC Sangiuliano City | 2023/2024         | Serie D                | 6     | 0      | —            | —            | 6     | 0      |
| Ogółem w karierze   | Ogółem w karierze | Ogółem w karierze      | 16    | 4      | 0            | 0            | 16    | 4      |